# 特韋恩湖
53°11′16″N 12°49′18″E / 53.187817°N 12.821529°E

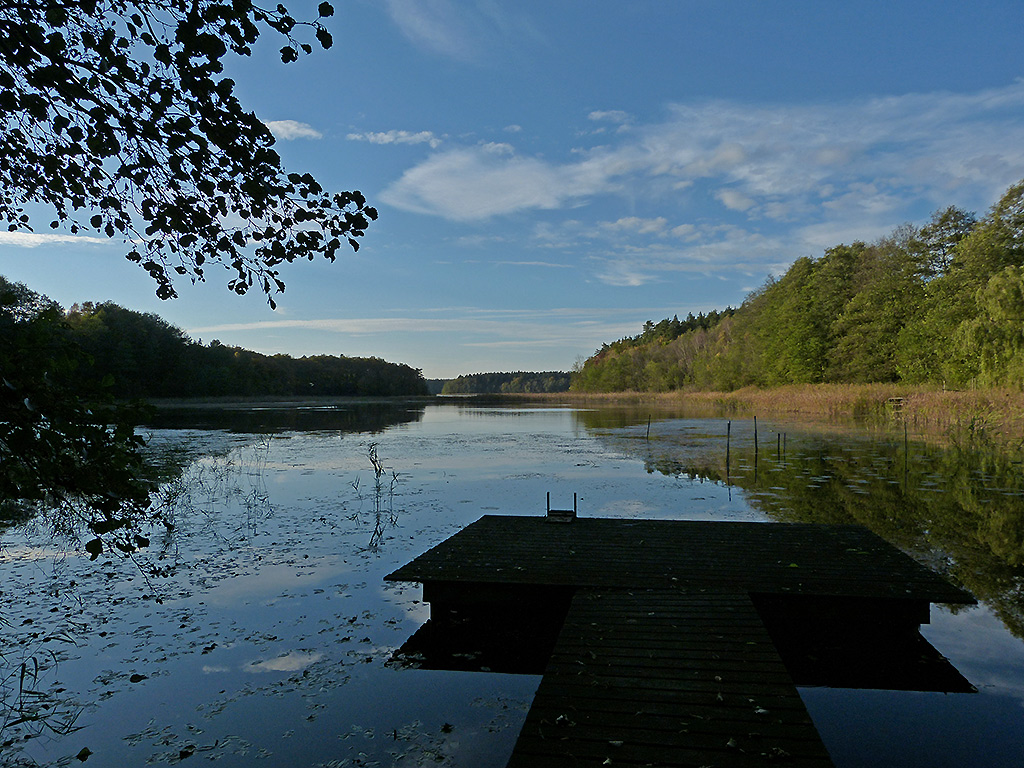

特韋恩湖（德語：Twernsee），是德國的湖泊，位於該國東北部梅克倫堡-前波美拉尼亞州，由東普里格尼茨-魯平縣負責管轄，長1.6公里、寬8.5公里，面積0.63平方公里，海拔高度59米，最大水深32米，水體容量777萬立方米。